# Hernádi Vilmos
Hernádi Vilmos (Budapest, 1917 – Budapest, 1988) magyar nemzetközi labdarúgó-játékvezető.

## Pályafutása

### Nemzeti játékvezetés
Ellenőreinek, sportvezetőinek javaslatára lett NB. I-es játékvezető. 1962 júliusában az Magyar Testnevelési és Sport Tanács (MTST) sportpolitikai okokból egyik napról a másikra drákói határozattal olyan döntést hozott, hogy az élvonalbeli játékvezetők életkorát 50 évről azonnali végrehajtással 45 évre szállította le. Egy csapással 37 játékvezetőnek törték derékba sportpályafutását. Az aktív nemzeti játékvezetéstől 1961-ben vonult vissza. NB. I-es mérkőzések száma: 84

### Nemzetközi játékvezetés
A Magyar Labdarúgó-szövetség (MLSZ) Játékvezető Bizottsága (JB) terjesztette fel nemzetközi játékvezetőnek, a Nemzetközi Labdarúgó-szövetség (FIFA) 1954-től tartotta nyilván bírói keretében. Több nemzetek közötti válogatott és klubmérkőzést vezetett, vagy működő társának partbíróként segített. 
Az aktív nemzetközi játékvezetéstől 1961-ben  búcsúzott.

#### Nemzetközi kupamérkőzések
Vezetett Kupa-döntők száma:  1.

##### Kupagyőztesek Európa-kupája
Az elindult tornasorozat első döntőjének második mérkőzése.
| Időpont         | Helyszín                  | Mérkőzés típusa        | Mérkőzés                  | Eredmény | Nézők száma |
| --------------- | ------------------------- | ---------------------- | ------------------------- | -------- | ----------- |
| 1961. május 27. | Comunale Stadion, Firenze | döntő második mérkőzés | ACF Fiorentina–Rangers FC | 2 : 1    | 50 000      |

## Külső hivatkozások
- Hernádi Vilmos. World Referee. [2016. március 4-i dátummal az eredetiből archiválva]. (Hozzáférés: 2012. szeptember 26.)
- Hernádi Vilmos. footballzz.com. (Hozzáférés: 2012. szeptember 26.)
- Hernádi Vilmos. eu-football.info. (Hozzáférés: 2012. szeptember 26.)
- Hernádi Vilmos. weltfussball.com. (Hozzáférés: 2012. szeptember 26.)[halott link]
- Hernádi Vilmos. focibiro.hu (Hozzáférés: 2021. december 28)

| Elődje: Erich Steiner | KEK döntő 1961 | Utódja: Thomas Wharton |